# Тортури в Глданській тюрмі
Тортури і зґвалтування ув'язнених у Глданській в'язниці (Тбілісі) стали відомі 18 вересня 2012 року, коли всі грузинські телеканали показали оприлюднені журналісткою Ірмою Інашвілі відеозапису знущань охоронців над ув'язненими. Ці матеріали напередодні загальних парламентських виборів викликали обурення опозиції і правозахисників, почалися масові маніфестації протесту.

## Історія
Кількох людей, підозрюваних у нелюдському поводженні з ув'язненими, затримали й згодом засудили внаслідок розслідування справи.
За кілька годин до того, як відео оприлюднили, Міністерство внутрішніх справ Грузії повідомило, що трьох співробітників в'язниці Глдані заарештували за нелюдське поводження з ув'язненими. Міністерство також випустило кадри, у яких тюремні наглядачі били ув'язненого в камері. Міністерство внутрішніх справ заявило, що заарештовані тюремні чиновники зловживали повноваженнями і робили відеозапис про це в обмін на гроші в угоді, організованій Тамазом Тамазашвілі, ув'язненим, який відбуває свій тюремний термін у тому ж тюремному закладі. Тамаз Тамазашвілі підтримується політичною партією Грузинська мрія, яка надає йому керівну посаду в новоствореному уряді. Вони також стверджують, що Тамаз є політичним в'язнем.
Відеозображення тортур у в'язницях передав на телеканали колишній співробітник в'язниці Володимиром Бедукадзе, якого взяли під варту у зв'язку зі зловживаннями, але в підсумку його звільнили від кримінальної відповідальності. В інтерв'ю ТВ-9 Бедукадзе стверджував, що тортури ув'язнених замовив міністр внутрішніх справ Бачо Ахалая, і що міністр з виправлення і правової допомоги Хатуна Калмахелідзе була поінформована про акти катувань у різних грузинських в'язницях. Того ж дня Хатуна Калмахелідзе попросила про відставку.

## Інтерпретації

### Влади
Влада визнала й засудила тортури, звинувативши опозицію в підкупі співробітників в'язниці з метою дискредитації режиму. У відставку пішли міністр внутрішніх справ Бачо Ахалая та міністр з виконання покарань Хатуна Калмахелідзе.

## Розслідування
Прокуратура Грузії заявила, що відео з тортурами були зроблені на замовлення міністра юстиції Зураба Адеїшвілі.